# Липа (Ровненская область)
Липа (укр. Липа) — село в Мирогощанской сельской общине Дубенского района Ровненской области Украины.
Население по переписи 2001 года составляло 500 человек. Почтовый индекс — 35623. Телефонный код — 3656. Код КОАТУУ — 5621684205.